# László Tőkés
László Tőkés, född 1 april 1952 i Cluj-Napoca i Rumänien, är en rumänsk politiker och reformert präst av ungersk börd. Han var tidigare biskop i kalvinistiska Biserica Reformată din România. Tőkés kallas emellanåt "mannen som startade den rumänska revolutionen".
Tőkés var europaparlamentariker 2007–2019 och var 2010–2012 en av de vice talmännen i Europaparlamentet.

### Fotnoter
1. ↑  Brockhaus Enzyklopädie, Brockhaus Enzyklopädie-ID: tökes-laszlo, läst: 9 oktober 2017.[källa från Wikidata]
2. ↑  Munzinger Personen, Munzinger person-ID: 00000019609, läst: 9 oktober 2017.[källa från Wikidata]
3. ↑  Laszlo Tokes Laureaat Freedom of Worship Award 1990 (på engelska), Roosevelt Foundation, läs online.[källa från Wikidata]
4. ↑  Laszlo Tokes receives Truman-Reagan Freedom Award (på engelska), American Hungarian Federation, 16 juni 2009, läs online.[källa från Wikidata]
5. ↑  Upheaval in the East: Ceausescu's Fall; 2 Rumanians Defend the Leader's Execution and Secret Trial (på engelska), The New York Times, 29 december 1989, läs online, läst: 20 mars 2021.[källa från Wikidata]
6. ↑  Fidesz MEPs snub Bokros, but say willing to work with Jobbik (på engelska), Politics.hu, 18 juni 2009, läs online.[källa från Wikidata]
7. 1 2 3  Europaparlamentets ledamöter, Europaparlamentariker-ID: 39726.[källa från Wikidata]